# Виенско психоаналитично общество
По-рано Психологическото общество на срядата. Срещите са започнали в апартамента на Фройд през 1902 г. От 1908 г. групата приема новото си име и е международен психоаналитичен авторитет на своето време.
Първи президент е Алфред Адлер, който напуска през 1911 г.
Членове:
| Зигмунд Фройд       | Ото Ранк        | Карл Абрахам         |
| Карл Юнг            | Алфред Адлер    | Лудвиг Бинсвангер    |
| Карл Алфред Майер   | Пол Федерн      | Шандор Ференци       |
| Исидор Айзък Садгер | Ханс Закс       | Рудолф фон Урбан     |
| Херман Фришауф      | Едвин Холерунг  | Гуидо Холцнехт       |
| Рихард Непалек      | Хуго Шверднер   | Вилхелм Щекел        |
| Макс Кахан          | Рудолф Райтлер  | Маргарете Хилфердинг |
| Едуард Хичман       | Паул Клемперер  | Оскар Рие            |
| Максимилиан Щайнер  | Рихард Вагнер   | Фриц Вителс          |
| Адолф Дойч          | Джоузеф Фридюнг | Гуидо Брехер         |
| Лудвиг Йекелс       | Алберт Йоаким   | Лудвиг Бинсвангер    |

## Първи срещи
През ноември 1902 Зигмунд Фройд пише на Алфред Адлер "Малък кръг от колеги и поддръжници ми доставиха голямото удоволствие да посещават моята къща вечер (20:30 след вечеря), за да се дискутират интересни теми от психологията и невропатологията... Ще бъдеш ли така любезен да се присъединиш към нас?" Групата включва Вилхелм Щекел, Макс Кахан и Рудолф Райтлер, а скоро след това и от Адлер. Щекел, виенски лекар, който е бил на анализа с Фройд осигурява началния тласък за срещите. Фройд прави така, че да е сигурен, че всеки участник ще допринесе в дискусията чрез тегленето на имена от урна и искането всеки да говори относно избраната тема.
Нови членове са канени само със съгласието на цялата група и само няколко отпадат впоследствие. От 1906 г. групата се нарекла Психологическо общество на срядата, включвайки 17 лекари, аналитици и лаици. Ото Ранк е назначен през тази година да събира членския внос и да пише записки на все по-сложните дискусии. Всяка среща включвала презентация на книга или история на случай с дискусия и обощение от Фройд накрая. Някои от членовете представили детайлни истории на тяхното собствено психологическо и сексуално развитие.
Когато срещите започват да включват все повече и повече творчески участници към психоанализата, аналитичната откровеност понякога се превръща в извинение за лични атаки. През 1908 Макс Граф, чийто петгодишен син е ранна тема за дискутиране, наречен от Фройд случаят на „Малкият Ханс“, не одобрил изчезването на приятния тон. Все още е имало дискусии от които можело да се съберат важни прозрения, но много станали саркастични. Фройд предложил всеки член да има избор, да си има коментарите като своя интелектуална собственост или да ги предостави за общо ползване.
В опит да се разрешат някои от споровете, Фройд официално разпуска неофициалната група и формира нова група под името Виенско психоаналитично общество.
През 1926 година под ръководството на Хелене Дойч, Ана Фройд и Зигфрид Бернфелд се създава Обучителен институт на Виенското психоаналитично общество. В неговия комитет влизат Пол Федерн, Херман Нунберг, Вилхелм Райх и Едуард Хичман.